# Шхей, Гилль
Гилль Питер Шхей (нидерл. Gilles Peter Schey; 5 сентября 1644 — 15 июня 1703) — голландский адмирал XVII века.

## Биография
В 1656 году Шхей был гардемарином. В 1661 году получил звание лейтенанта, участвовал в ряде сражений Второй англо-голландской войны, в частности в сражении при Лоустофте (1665) под командой вице-адмирала Виллема-Йозефа Ван Гента. В 1669 году Шхей работал корабельным мастером на верфи Амстердамского Адмиралтейства.
В ходе Третьей англо-голландской войны получил звание капитана.
Гилль Шхей был капитаном корабля «Эссен» в битве при Стромболи, капитаном корабля «Шпигель» в битвах при Этне и Палермо.
6 декабря 1683 года он выполнял роль шаутбенахта во время морской операции голландского флота в Балтийском море.
1 апреля 1692 года им было получено звание вице-адмирала. Во время Великого посольства русский царь Пётр I призывал Гилля Шхея перейти на русскую военно-морскую службу, но Шхей отказался, предложив вместо себя кандидатуру другого голландца, Корнелиуса Крюйса.